# 肺部肿瘤
肺部肿瘤是肺部的赘生性肿瘤，包括：
肺/肺系统的原发肿瘤：
- 肺癌，该术语通常是指肺部癌症
- 肺类癌（英语：Typical pulmonary carcinoid tumour）
- 胸膜肺母细胞瘤（英语：Pleuropulmonary blastoma）
- 肺神經內分泌腫瘤[1]
- 肺淋巴瘤。[2]
- 肺肉瘤。[3]
- 少见的肺部血管瘤[2]

可能长在肺部的非肺肿瘤：
- 纵隔肿瘤（英语：Mediastinal tumor）
- 胸膜肿瘤（英语：Pleural tumor）

转移或其他来源的继发肿瘤：
- 转移到肺